# 치마부에
치마부에(Cimabue, 1240년 경 ~ 1302년 경)은 이탈리아의 화가이다. 조토 디 본도네의 스승이며 피렌체 파 화가의 스승으로 일컬어지고 있다. 그의 작품은 비잔틴 예술의 전통을 이어받았으며 우아함·자연스러움·현실감 등이 깃들어 있다. 작품으로 산프란체스코 성당의 <십자가형> <묵시록> <성모> 등의 벽화가 있다.

## 주요 작품

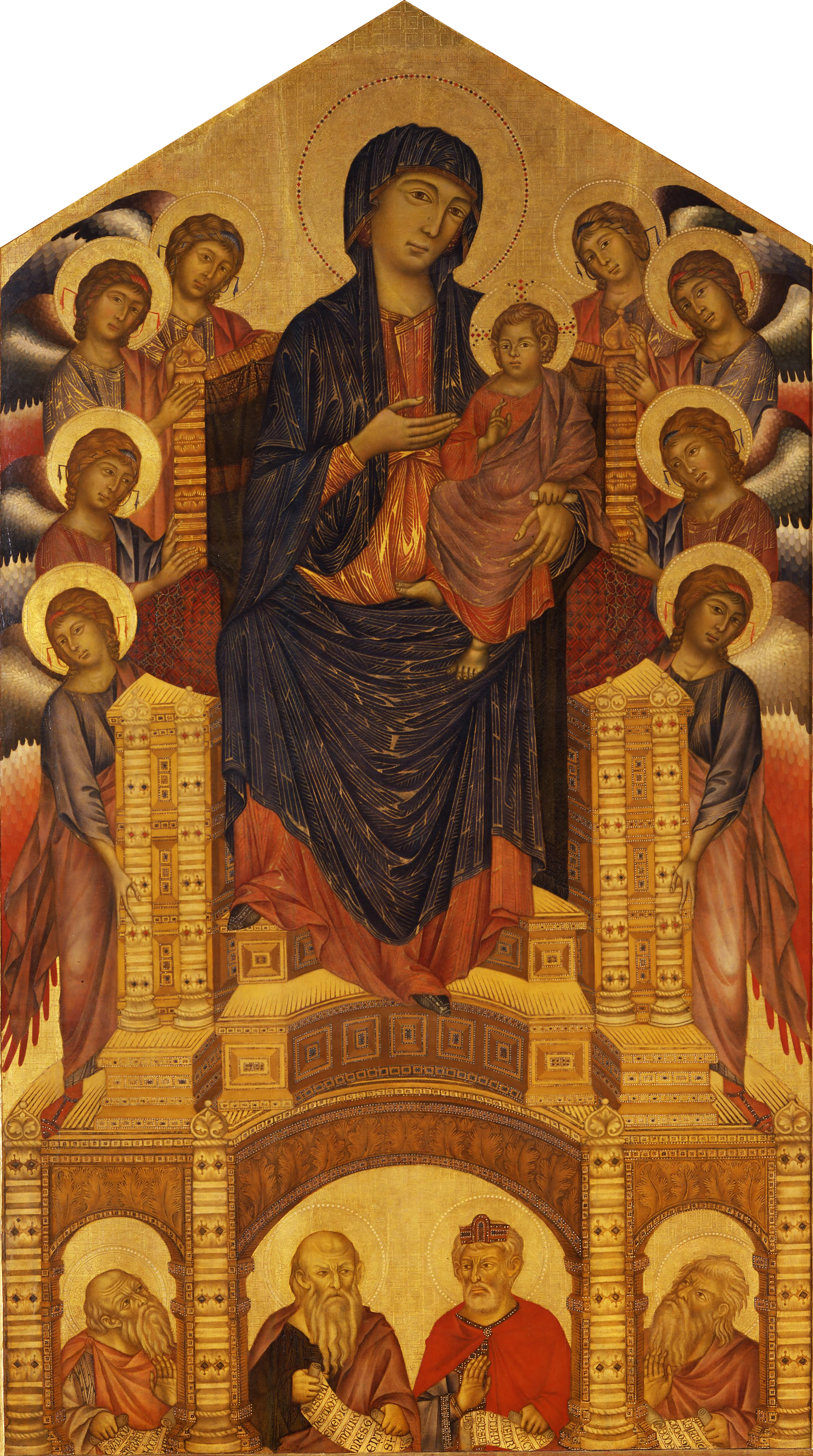
Santa Trinita Maestà
The Madonna and Child in Majesty Surrounded by Angels
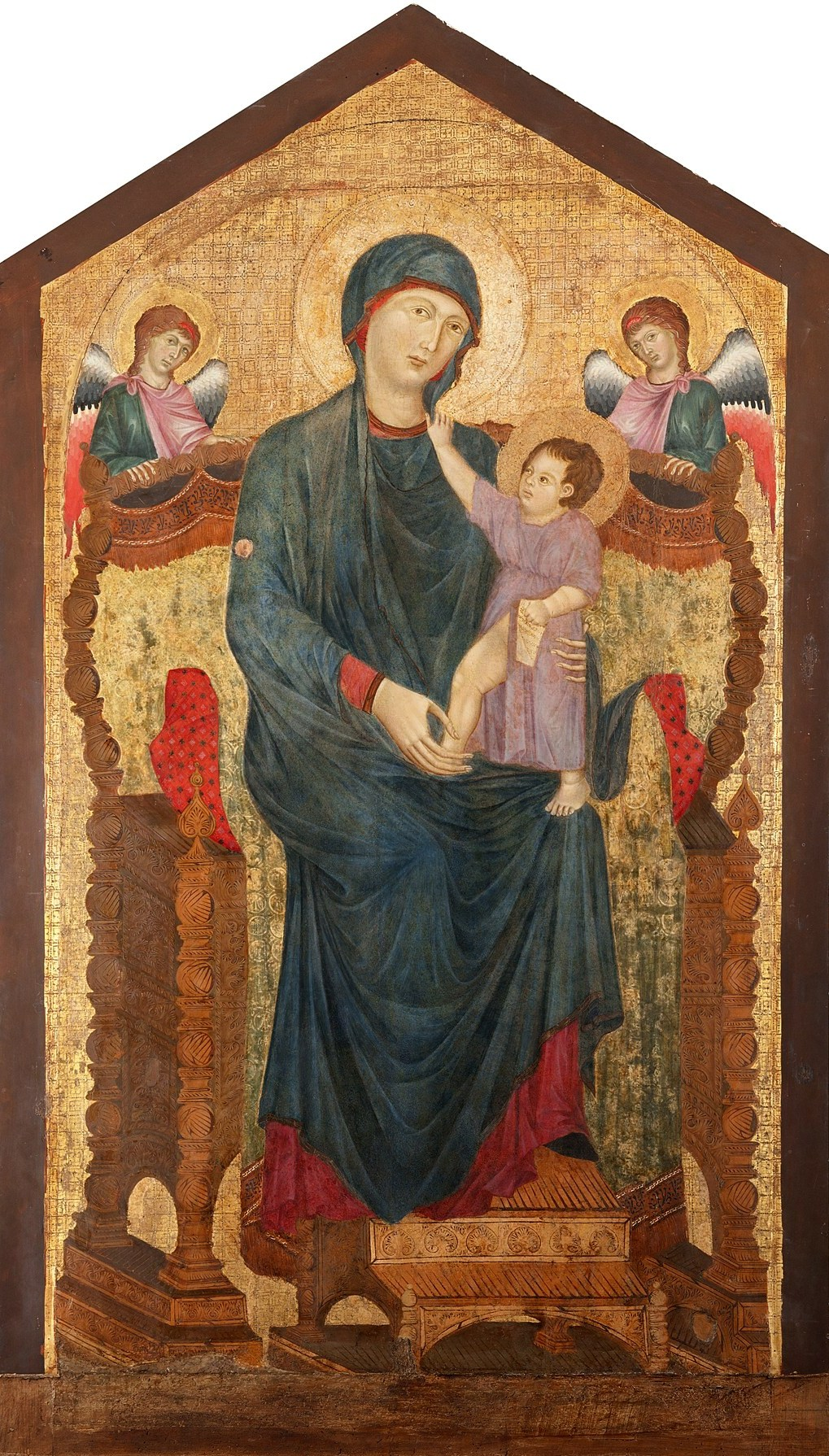
Maestà di Santa Maria dei Servi
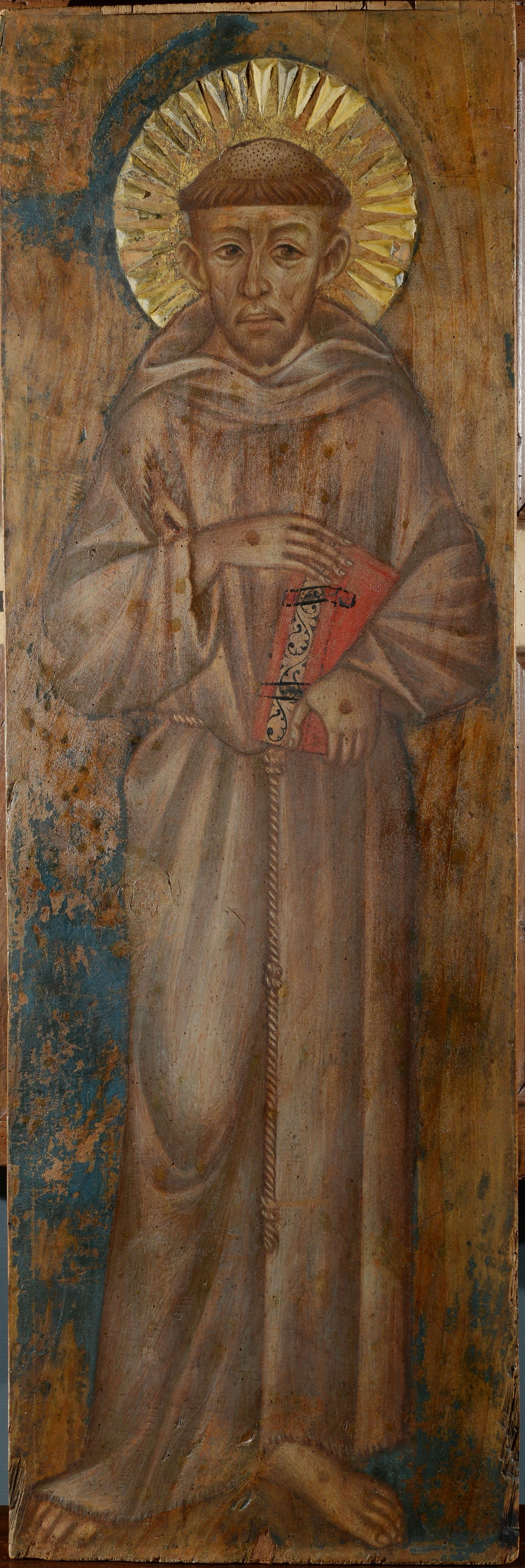
Saint Francis